# Martin Oehry
Martin Oehry (11 ottobre 1964) è un ex calciatore liechtensteinese, di ruolo portiere.

## Carriera

### Nazionale
Ha collezionato 8 presenze con la propria Nazionale.